# Mount Sutherland
Mount Sutherland är ett berg i Antarktis. Det ligger i Östantarktis. Nya Zeeland gör anspråk på området. Toppen på Mount Sutherland är 2 500 meter över havet.
Terrängen runt Mount Sutherland är huvudsakligen mycket bergig. Trakten är obefolkad. Det finns inga samhällen i närheten.